# Dearly Departed
Dearly Departed ist die dritte EP der US-amerikanischen Heavy-Metal/-Hard-Rock-Band Adrenaline Mob. Sie erschien am 10. Februar 2015 über Century Media. Dearly Departed ist die erste Veröffentlichung mit dem Bassisten Erik Leonhardt.

## Entstehung
Im August 2014 trennten sich Adrenaline Mob von ihrem Bassisten John Moyer. Als Nachfolger wurde Erik Leonhardt in die Band aufgenommen, der zuvor unter anderem in der Band Tantric spielte. Gemeinsam spielte die Band Ende 2014 vier Coverversionen sowie drei akustische Versionen bereits veröffentlichter Titel ein. Die Musiker wollten kein reines Album mit Coverversionen veröffentlichen, da sie noch genügend Material in der Hinterhand hatten, das sie veröffentlichen wollten. Sänger Russell Allen wollte eine andere Version des Titelliedes veröffentlichen für eine Singleveröffentlichung. All on the Line ist für Allen ein persönliches Lied. Es bezieht sich auf seine Tochter, die an Autismus leidet. Das Black Sabbath Medley besteht aus den Liedern Into the Void, Sabbath Bloody Sabbath, Sweet Leaf, Killing Yourself to Live und Electric Funeral.

## Titelliste
| Nr. | Titel                          | Anmerkung                                 | Länge |
| --- | ------------------------------ | ----------------------------------------- | ----- |
| 1   | Snortin' Whiskey               | Pat-Travers-Coverversion                  | 3:29  |
| 2   | Dearly Departed                | editierte Version                         | 4:06  |
| 3   | The Devil Went Down to Georgia | Charlie-Daniels-Band-Coverversion         | 3:29  |
| 4   | Crystal Clear                  | akustische Version                        | 5:03  |
| 5   | Black Sabbath Medley           | Medley verschiedener Black-Sabbath-Lieder | 8:12  |
| 6   | Gets You Through the Night     | unveröffentlichter Titel                  | 3:34  |
| 7   | Angel Sky                      | akustische Version                        | 4:58  |
| 8   | All on the Line                | akustische Version                        | 5:05  |
| 9   | Tie Your Mother Down           | Queen-Coverversion                        | 3:57  |

## Rezeption
Markus Endres vom Onlinemagazin Metal.de hob in seiner Rezension die Coverversionen hervor, die „Spaß machen“. Er stellte aber auch fest, dass man „diese Veröffentlichung nicht unbedingt brauchen tut“.